# 郡家殿
郡家殿（こおげとの）は、鳥取県八頭郡八頭町の地名。郵便番号は680-0443。殿村についても述べる。

## 地理
町の南部に位置する。中部・東部はほとんど山林である。

## 歴史

### 沿革
殿村は江戸期から1889年の村名である。因幡国八東郡のうち。鳥取藩領である。1871年に鳥取県、1876年に島根県、1881年に再び鳥取県に所属。1889年に大御門村の大字となった。殿は1889年からの大字名で、はじめ大御門村、1953年から郡家町の大字となった。

### 地名由来
以前は口平木村と称していたが、後醍醐天皇遷幸の途次、小島村（後に西御門村）に仮皇居を定めた時、名和長年が当地に在住したため殿村と称するようになったと伝えられている。また殿村は「外（と）の村」で、内の村からはみ出た所に外来の人が住んだので、このように名づけられたともいう。

### 庄屋
庄屋は以下の通り。
- 宝暦5年 宮市治兵衛
- 寛政4年 石破甚助
- 寛政12年 藤兵衛
- 文政3年 惣衛門
- 天保9年 惣右衛門
- 嘉永元年 喜兵衛
- 嘉永2年 喜兵衛
- 元治元年 兵治良

## 経済

### 産業
産物は寛政6年、漆、真綿、木綿、桑、紙子、茛菪があり、鮎を捕える鵜飼が行われている。1882年（明治15年）、米310石、莞600メ、麦100石、藺2000枚、柿20荷。
『鳥取県事業所名鑑 昭和36年版（統計資料 第45号）』によると、商工業者は職別工事業の石破、代理商・仲立業の石破、その他の小売業の石破、織物・衣服・身のまわり品小売業の平木などがいた。店舗は奥田精米所、平木呉服店、竹田理髪店などが存在した。

### 地価
1912年に刊行された『五百円以上所有者地価表姓名録 因幡の巻』によると、地価所有高500円以上の者は石破、田中、福波などがいた。
1922年に刊行された『八頭鳥取地価表 弐百円以上』によると、地価所有高200円以上の者は石破、田中、平木、福波、本田などがいた。

## 人口
戸数は寛政6年50戸、文久3年49戸、1882年（明治15年）61戸、1921年（大正10年）53戸。2010年（平成22年）10月1日現在の世帯数は55、人口は208。

## 地域

### 相談
- 石破法律事務所[9]

### 施設
- 和多理神社 - 境内の樹叢は町天然記念物に指定される[2]。
- 大御門体育センター[10]
- 八頭町子育て支援センター[11]
- 郡家警察署 殿駐在所[12]

## 出身人物
- 石破市造（大御門村長[4][13]、篤農家[14]）
- 石破二朗[3]（参議院議員、鳥取県知事、自治大臣、国家公安委員会委員長） - 石破市造の二男[13]。
- 石破茂（衆議院議員、第102代内閣総理大臣） - 東京生まれで、本籍が郡家殿[15]。石破二朗の長男。
- 石破滝蔵（大御門村長、農業、果樹園経営）[13]
- 福波観二（篤農家、大御門村会議員、大御門村収入役）
- 福波荘次郎（大御門村長）